# Ilona Kucińska
Ilona Kucińska-Boberek (ur. 30 sierpnia 1966) – polska aktorka.

## Życiorys
W 1990 roku ukończyła Państwową Wyższą Szkołę Teatralną im. Aleksandra Zelwerowicza w Warszawie i uczęszczała do Podyplomowego Studium Logopedii na Akademii Pedagogiki.

## Życie prywatne
Żona aktora Jarosława Boberka, z którym ma dwójkę dzieci: Franciszka i Jana.

## Filmografia
- 1992: Novembre
- 1994: Miasto prywatne
- 1994: Panna z mokrą głową – wieśniaczka w majątku Borowskich
- 1994: Panna z mokrą głową – wieśniaczka w majątku Borowskich (odc. 3 i 6)
- 1995: Gracze
- 1995: Pułkownik Kwiatkowski
- 1996: Awantura o Basię – Justysia, gosposia Bzowskiej (odc. 1)
- 1996: Ekstradycja 2
- 1997: Boża podszewka
- 1997: Klan
- 2001: Tam, gdzie żyją Eskimosi
- 2002: Chopin. Pragnienie miłości
- 2002: To tu to tam
- 2006: Kopciuszek
- 2006: Pod powierzchnią
- 2007: Rodzina zastępcza jako masażystka (odc. 268)
- 2007: Prawo miasta
- 2011: Czas honoru jako strażniczka na Majdanku (odc. 41 i 42)
- 2013: Komisarz Alex jako pielęgniarka Renata Malec (odc. 35)

## Dubbing
- Kocia ferajna
- Jetsonowie
- Dennis Rozrabiaka
- Spider-Man – Sara Baker
- Król lew II: Czas Simby
- Dzika rodzinka
- Tutenstein
- Sindbad: Legenda siedmiu mórz
- Świątynia pierwotnego zła – różne głosy
- Pajęczyna Charlotty
- Most do Terabithii
- High School Musical 2
- Kung Fu Panda
- Hotel dla psów
- Dragon Age: Początek
- Boska przygoda Sharpay – Mrs Evans